# 劉悉勿祈
劉 悉勿祈（りゅう しつぶつき、拼音：Liú Xīwùqí、? - 359年）は、中国五胡十六国時代の匈奴鉄弗部の大人（たいじん：部族長）。劉務桓の子で、劉衛辰の兄。

## 生涯
劉務桓の子として生まれる。
358年、劉悉勿祈は鉄弗部で内乱を起こした。原因は以前、劉悉勿祈の兄弟12人が代王拓跋什翼犍の左右近侍職に就いていたが、ことごとく帰国させられたことにある。これは代王による離間の計であり、これによって鉄弗部の大人劉閼頭が放逐され、新たに劉悉勿祈が大人となった。
359年、劉悉勿祈は大人になって1年で死去し、弟の劉衛辰が後を継いだ。

## 参考資料
- 『魏書』（帝紀第一、列伝第八十三）